# Pothos remotiflorus
Pothos remotiflorus là một loài thực vật có hoa trong họ Ráy (Araceae). Loài này được Hook. miêu tả khoa học đầu tiên năm 1837.